# Paweł Kwiatkowski
Paweł Kwiatkowski (ur. 1981 w Tykocinie) – polski malarz, grafik oraz nauczyciel akademicki.

## Życiorys
W 2011 ukończył studia z malarstwa na Wydziale Grafiki i Malarstwa Akademii Sztuk Pięknych im. Władysława Strzemińskiego w Łodzi. Uzyskał dyplom z wyróżnieniem, tworząc cykl prac malarskich pod kierunkiem prof. Mariana Kępińskiego, oraz za pracę pisemną pod tytułem Filozofia egzystencji a malarstwo po drugiej wojnie światowej. Od momentu uzyskania dyplomu zatrudniony w macierzystej uczelni, początkowo jako asystent, w późniejszym okresie jako adiunkt w Pracowni Technik Łączonych. W 2017 uzyskał stopień doktora sztuk plastycznych. W roku 2021 uzyskał stopień doktora habilitowanego. W latach 2020 – 2022 pełnił funkcję dyrektora Instytutu Grafiki Artystycznej w macierzystej uczelni. Od roku 2023 kieruje Pracownią Wklęsłodruku i Technik Niekonwencjonalnych w Katedrze Grafiki Artystycznej, na Wydziale Grafiki, w Akademii Sztuki w Szczecinie.
Ma na swoim koncie wiele wystaw indywidualnych jak i zbiorowych. Indywidualne wystawy artysty miały miejsce między innymi w Warszawie (Galeria Studio w Pałacu Kultury i Nauki, Galeria Grafiki i Plakatu), w Łodzi (Miejska Galeria Sztuki, oraz Galeria „Od Nowa” w Akademii Sztuk Pięknych), Poznaniu (Galeria Profil w Centrum Kultury Zamek), Żyrardowie (wystawa na Festiwalu Miasto Gwiazd) w Białymstoku (w Galerii Sleńdzińskich), w Gdańsku (Galeria Grafika), w Belgradzie (Center for Graphic Arts and Visual Research), w Wilnie (Vilnius Graphic Art Center), oraz w Kurytybie (Museu de Arte da UFPR).
Juror konkursów artystycznych, w roku 2013 członek jury w Międzynarodowym Festiwalu Komiksu w Łodzi, w roku 2017 członek jury w Międzynarodowym Triennale Grafiki w Belgradzie. W roku 2021 juror w Triennale Grafiki Polskiej w Katowicach. Członek jury w konkursie na najlepszy dyplom publicznych uczelni artystycznych w Polsce, w kategorii sztuki wizualne, na festiwalu artNoble.

## Nagrody i wyróżnienia
Jako artysta otrzymał wiele nagród oraz wyróżnień, m.in.:
- 4 nagrody w XVI konkursie im. Władysława Strzemińskiego „Sztuki Piękne” w 2009:
  - nagroda Giuliano Santiniego-dyrektora Międzynarodowego Centrum Grafiki Warsztatowej w Urbino KAUS,
  - nagroda Miejskiej Galerii Sztuki w Łodzi,
  - nagroda Galerii Promocji Młodych Bałuckiego Ośrodka Kultury „Rondo”,
  - nagroda Galerii „ Pod Napięciem” Politechniki Łódzkiej.
- Grand Prix, nagroda Ministra Kultury i Dziedzictwa Narodowego w konkursie im. Władysława Strzemińskiego (2010).
- Wyróżnienie w konkursie na najlepszą pracę dyplomową na Akademii Sztuk Pięknych w Łodzi (2011).
- Statuetka artNoble za najlepszą pracę dyplomową publicznych uczelni artystycznych w kraju, w kategorii sztuki wizualne (2012).
- Nagroda Rektora I stopnia za osiągnięcia artystyczne i dydaktyczne (2013).
- Nagroda w Międzynarodowym Triennale Grafiki w Belgradzie (2014).
- Wyróżnienie w Międzynarodowym Triennale Grafiki w Krakowie (2015).
- Nagroda w Biennale Grafiki w Rumunii (2017).
- Wyróżnienie w Międzynarodowym Triennale Grafiki w Sophii (2019)
- Grand Prix w Międzynarodowym Biennale Grafiki w Bukareszcie (2019)[2].